# Charles Cros
Charles Cros (n. 1 octombrie 1842, Fabrezan, Languedoc-Roussillon, Franța – d. 9 august 1888, Paris, Franța) a fost un poet și inventator francez, considerat precursor al simbolismului.
A inventat o variantă a gramofonului și a contribuit la dezvoltarea tehnicii fotografice.

## Opera
- 1873: Cufărul de santal ("Le coffret de santal");
- 1875: Fluviul ("Le fleuve");
- 1908: Colierul de ghiare ("Le collier de griffes");
- 1867: Heringul afumat ("Le hareng saur").